# ハドリアノポリスの戦い

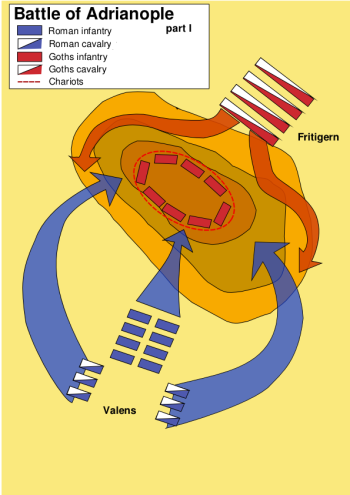
西ゴート族・東ゴート族連合軍
ローマ帝国軍

ハドリアノポリスの戦い（ハドリアノポリスのたたかい、羅: Proelium Hadrianopolitanum）は、378年におこなわれた、ローマ帝国皇帝ウァレンス率いるローマ軍とゴート族との戦闘である。この戦いでローマ軍は敗退し、以後トラキア地方はゴート族に占領されることになった。英語表記でアドリアノープルの戦いとも称される。

## 背景
4世紀中ごろ、東ゴート族は東方から到来したフン族に定住していた黒海沿岸から追われ、ローマ帝国国境付近のドナウ川河畔まで移動していた。そこには3世紀頃から西ゴート族が定住していたが、東ゴート族の移動により居住地を奪われた西ゴート族は、武装解除した上でドナウ川南岸へ移住する代わりに軍務に適した男を補助兵（アウクシリア）としてローマ帝国へ差し出すとともに、帝国内で農耕することを提案した。
西ゴート族の提案は弱体化が進むローマ軍を増強し、ドナウ河畔一帯を再び農耕地帯とする可能性があったため、ウァレンスは彼らの提案を受け入れ、移住先にトラキアを用意した。
376年秋、フリティゲルンらが率いる西ゴート族はドナウ川渡河を始めた。しかし他の部族も便乗してきたため、当初帝国側に伝えられていた規模（約10万人）を大きく上回る30万人が移住してきた。移住した季節が収穫期にあたる秋であったため、トラキア地方の行政官は翌年の収穫時までの1年間の食や生活必需品を移住してきた部族に支給しなくてはならなかった。しかし、行政官は生活面の補償をせず、また補償されても量も少なく低品質であったため、西ゴート族は武装解除せずにギリシア北部で略奪を始めた。その勢いは当地にいたローマ守備兵を破るものであったため、ローマ皇帝自ら出馬して鎮圧する必要に迫られた。

## 直前の状況
378年春、ウァレンスはアンティオキア（現：アンタキヤ）からドナウ川南岸に近いコンスタンティノポリス（現：イスタンブール）に向けて出立したが、途中軍を集めながら行軍したため、到着に5月末までかかった。コンスタンティノポリス滞在中、共同のローマ皇帝で帝国の西半分を任されていた甥のグラティアヌスから援軍に関する書簡が届いたが、ウァレンスは自分より戦功を遂げていた甥に対し負い目があったためこれを拒否した。
この間、西ゴート族側も、渡河をしていなかった部族に招集をかけた上でトラキアから一路コンスタンティノポリスを目指し南下を始めた。迎え撃つ形のローマ軍もエグナティア街道を東進し、両軍の中間に当たるハドリアノポリス（現：エディルネ）で戦端が開かれた。

## 戦闘の経過
378年8月9日早朝、ハドリアノポリスを出たローマ軍は南下する西ゴート族を求め北西に歩を進めた。日が昇り始めた頃、先行していた右翼が円陣を組んで防御に徹していたゴート族の1部族を発見し攻撃を開始した。ローマ軍は右翼・中央・左翼に騎兵団を展開する典型的なローマ軍の布陣、つまり会戦方式の陣形をとっていたが、複数の部族の集合体であった西ゴート族側は各部族が独立して攻めてくる陣形で攻撃したため、ローマ軍は意図する包囲戦の形へ持ち込めず、各軍がばらばらに攻防を展開することになった。
日没前にローマ軍は高官2名、大隊長（500名‐800名を統率）35名が戦死し、全軍の3分の2を失う惨敗を喫した。またウァレンス自身も負傷し、臣下に支えられながら逃げ込んだ小屋の中で、皇帝が中にいるとは知らずに火をかけたゴート族によって焼き殺された。

## 影響
これにより、西ゴート族は武力を保持したままでローマ帝国内に居座ることになった。帝国中央部に侵入を許したため東西ローマの分裂は決定的となり、いよいよ以てローマ帝国の蛮族化が進むことになった。
この戦いでのローマ軍の敗北は文化人にも大きな衝撃を与えた。元ローマ軍人で歴史家のマルケリヌス・アンミアヌスもその一人である。彼はタキトゥス著作以降（ネルウァ帝以降）のローマ史を記述した『歴史』をウァレンス帝の戦死で終えることになる。